# Seznam českých katolických kněží a řeholníků perzekvovaných komunistickým režimem

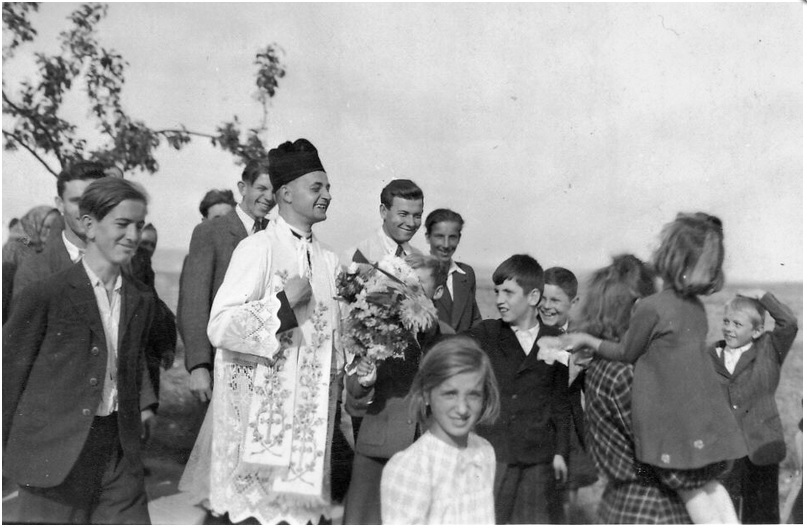
Jan Bula

Seznam českých katolických kněží a řeholníků perzekvovaných komunistickým režimem představuje seznam osob, které v letech 1948 až 1989 prošly útlakem ze strany Komunistické strany Československa a jejích orgánů. K nim patří skupina katolických bohoslovců i laiků a nelze přehlédnout perzekuci ostatních církví. Nejvíce pozornosti historiků věnujících se církvi během komunistické totality je věnováno nejznámějším osobnostem z řad církevní hierarchie a teologů. Postupně je pozornost věnována méně známým příběhům kněží a laiků v diplomových pracích a mnoho informací o perzekvovaných osobnostech je dostupných díky Ústavu pro studium totalitních režimů, kde byl např. zveřejněn přehled souzených řeholníků a přehled procesů se skupinami zachycených v tzv. Kartotéce akce "48". Mnoho informací o vězněných kněžích lze najít v Archivu bezpečnostních složek např. ve fondech vyšetřovacích spisů, objektových svazků, spisů prověřovaných osob, signálních svazků atd. 

## Důvody perzekuce
Nový komunistický režim se snažil umlčet všechny druhy opozice. Biskupové, kněží a řeholníci často vyjadřovali nesouhlas s režimem, který totalitním způsobem umlčoval svobodné projevy ve veřejném i náboženském životě. Orgány Státní bezpečnosti a KSČ vnímaly nebezpečí církve v jejím spojení s Vatikánem a několik desetiletí považovaly aktivní kněze i laiky za špiony Vatikánu a západních zemí. Tomu často odpovídaly i výše trestů zejména v procesech padesátých let. 

## První velké procesy po roce 1948
Prvním velkým procesem byl 31. března až 5. dubna 1950 proces s opatem Augustinem Machalkou a dalšími představiteli řeholí. Ke konci roku 1950 (27. listopadu až 2. prosince) komunistický režim ještě zinscenoval proces s biskupem Stanislavem Zelou. V roce 1951 následoval proces "Moštěk a spol." (19. a 20. ledna, odsouzeni mj. kancléř pražské konzistoře Rudolf Dörner a sekretář pastoračního ústředí Alois Rozehnal) a "Pácha a spol." (30. a 31. ledna 1951, odsouzen mj. Václav Pácha, sekretář arcibiskupa Berana). V srpnu 1951 následoval proces s členy Katolické akce „Valena a spol.“ (odsouzeni mj. kněží Vincenc Šalša a Vincenc Dacík). Rovněž v roce 1951 byli v souvislosti s babickým případem odsouzeni k trestu smrti tři kněží: Jan Bula (po zamítnuté žádosti o milost oběšen v Jihlavě 20. května 1952), Václav Drbola a František Pařil (oběšeni 3. srpna 1951 v Jihlavě). V červnu 1952 se konal v Brně další proces "Mádr a spol.". 25. června 1953 Krajský soud v Ostravě vynesl rozsudek nad jedenáctičlennou skupinou Bradna a spol. (odsouzeni mj. Antonín Bradna na 15 roků, Karel Pilík na 12 roků, Bohumil Kolář na 10 roků těžkého žaláře). V stejném roce byli ještě odsouzeni kněží pomáhající biskupu Hlouchovi Antonín Jarolímek, Václav Říha, Augustin Malý, Josef Šídlo, Rudolf Janča (Krajský soud Č. Budějovice, 19. září 1953). V březnu 1954 byli odsouzeni spolupracovníci tajného biskupa Otčenáška Josef Blahník na 9 roků a Josef Krištof na 8 roků vězení krajským soudem v Pardubicích.

### Méně známé případy perzekuce
Je ale mnoho kněží, zejména diecézních, na které se málo pamatuje nebo se o nich neví. Někdy to mohlo být pár let bez státního souhlasu. Velký počet kněží a řeholníků muselo nastoupit k PTP a později jim nebylo umožněno vrátit se do pastorace neudělením státního souhlasu. Po první vlně procesů pokračovala snaha komunistického režimu sledovat nepohodlné kněze, kteří vyjadřovali nesouhlas s režime. Např. v roce 1957 byli zatčeni spolupracovníci biskupa Hloucha, kteří mu zajišťovali komunikaci s diecézany v době internace (František Kocáb, Josef Hejl, Josef Mošnička, Antonín Melka, Jan Unger, Antonín Brůžek, Josef Kníže).

### Pronásledování řádů, sledování amnestantů
Po drsných padesátých letech přišla vlna perzekuce v letech šedesátých, kdy byly postiženy hlavně řeholní komunity jezuitů, saleziánů, premonstrátů a augustiniánů. Amnestie v roce 1960 znamenala propuštění velkého počtu odsouzených kněží a řeholníků (Statisticko-evidenční odbor ministerstva vnitra ČSSR, fond A 31, inv.j.164 , Archiv bezpečnostních složek), ale nemohli se vrátit ke kněžské službě. 

## Perzekuce 1968–1989
Sedmdesátá a osmdesátá léta byla ve znamení perzekuce v podobě hlídání a sledování hlavně církevní hierarchie, řádů a nelegální církve. StB nemilosrdně potírala aktivity kněží oslovující mládež a ty aktivity, které měly formy politické opozice, např. kněží spolupracující s Chartou 77. 

## Seznam perzekvovaných katolických kněží a řeholníků

### A
- Adamec František, olomoucká arcidiecéze
- Adámek František, brněnská diecéze, internace Želiv
- Adámek Jarolím CSsR
- Adámek Jaroslav CSsR
- Adámek Otakar SJ
- Ambroz Alois, brněnská diecéze
- Andrýsek Antonín, olomoucká arcidiecéze, amnestie 9. 5. 1960
- Antony Václav, českobudějovická diecéze, 15 let vězení, ANTONY Václav a spol., Státní soud Praha 8 .6. 1949
- Appl František CSsR

### B
- Babíček František SJ
- Bálka Josef, brněnská diecéze, amnestie 9. 5. 1960
- Baran Petr SDB
- Bareš Alois, pražská arcidiecéze
- Bareš Václav, pražská arcidiecéze, 6 let, V-10497 Plzeň, BAREŠ Václav a spol., Státní soud Praha 18. 12. 1950
- Bareš Vojtěch, pražská arcidiecéze
- Bárta Jan Baptista OFM
- Barták Stanislav Rudolf O.Praem., 2 roky vězení, Státní soud Praha 31. 3. – 4. 4. 1950
- Barták Vladislav, pražská arcidiecéze, 10 roků vězení, V-7875
- Bartoň Josef Bernadr OFMCap
- Bartoš Vojtěch SJ
- Basler Jindřich Optát OFMCap
- Basovník Vojtěch SDB
- Baťka František, brněnská diecéze
- Batušek Jiří, olomoucká arcidiecéze, 6 roků vězení, Krajský soud Ostrava 25. července 1961
- Bažant Otomar, královéhradecká diecéze, internace Želiv
- Bednář Gilbert Jan O.Praem.
- Bečvář Jan, litoměřická diecéze
- Bednář Vincenc, brněnská diecéze, 3 roky vězení, Státní soud Praha 9. 10. 1952, V-893
- Bednařík Robert, olomoucká arcidiecéze, 29 roků vězení, V-5686, Státní soud Praha 12. 1. 1949
- Bělík Karel, internace Želiv
- Benáček Leopold, brněnská diecéze
- Beneš František, pražská arcidiecéze, internace Želiv
- Beneš Jaroslav Vít OP
- Beneš Josef, olomoucká arcidiecéze, internace Želiv
- Benhák Jaroslav, českobudějoviská diecéze,  3 roky vězení, krajský soud v Č.Budějovicích 28.2.1959, V-949 CB, amnestie 9. 5. 1960
- Bera Augustin Miroslav, augustinián
- Beran Jan, internace Želiv
- Beran Josef, arcibiskup pražský
- Beránek Oldřich, olomoucká arcidiecéze
- Beránek Tomáš, českobudějovická diecéze, 11 let vězení, V-5506 MV, Pácha Václav a spol., Státní soud Praha 31. 1. 1951
- Bezpalec František, českobudějovická diecéze, amnestie 9. 5. 1960
- Bílek Ferdinand, olomoucká arcidiecéze,
- Bilko Leopold, olomoucká arcidiecéze
- Bindač Arnošt, olomoucká arcidiecéze, 4 roky vězení, V-454 České Budějovice, Kašpar Jaroslav a spol.
- Bláha František SJ
- Blahník Josef, královéhradecká diecéze, 9 roků vězení, V 1175, Krištof Josef a spol., Krajský soud Pardubice 22. 3. 1954
- Blaise František, litoměřická diecéze
- Blažek Antonín SJ
- Blesík Jan CSsR
- Boba Karel, pražská arcidiecéze
- Bohdal Bedřich, českobudějovická diecéze
- Borák František, olomoucká arcidiecéze, PTP
- Bosáček Václav, pražská arcidiecéze, 8 roků vězení, Státní soud Praha 23. – 25. 8. 1950
- Boukal Jan, pražská arcidiecéze
- Bouz Jiljí, českobudějovická diecéze, terciář OP
- Böhm Josef SJ, amnestie 9. 5. 1960
- Bombík Josef CSsR
- Brabec Bohuslav, brněnská diecéze, amnestie 9. 5. 1960
- Brabec Karel, pražská arcidiecéze, 16 let vězení, vazba od 25. 9. 1950, KLABÍK Václav a spol., Státní soud Praha 29. 3. 1951
- Brabec Ladislav, plzeňská diecéze
- Brabec Miroslav, litoměřická diecéze
- Brabec Stanislav, českobudějovická diecéze, 10 let, V-5506 MV, Pácha Václav a spol., Státní soud Praha 31. 1. 1951
- Brada Josef, českobudějovická diecéze, internace Želiv
- Bradna Antonín, pražská arcidiecéze
- Braito Silvestr OP, amnestie 9. 5. 1960
- Brázda Alois, olomoucká arcidiecéze
- Brhel Josef, olomoucká arcidiecéze
- Bršlica František, olomoucká arcidiecéze, 7 roků vězení, Krajský soud Ostrava 25. července 1961
- Brtva Miroslav SJ
- Brůna Emil, litoměřická diecéze
- Brůžek Antonín, českobudějovická diecéze, zatčen 1957, V-585
- Brynich Rudolf Zdeněk O.Praem., Brynich a spol., 3 roky vězení, Krajský soud v Plzni 24. 4. 1958, amnestie 9. 5. 1960
- Březina Alois CSsR
- Bučil František, pražská arcidiecéze, 9 roků vězení, Státní soud Praha, 2. 2. 1951, zemřel ve vězení 30. 12.1955
- Bula Jan, brněnská diecéze
- Bunža Bohumír, olomoucká arcidiecéze
- Burda Evermond Karel O.Praem., 3 roky, Krajský soud v Jihlavě 7 .– 9. 7. 1958, Voves a spol., amnestie 9. 5. 1960
- Burda Oldřich, olomoucká arcidiecéze
- Burian Bohuslav, brněnská diecéze
- Burýšek Josef, královéhradecká diecéze
- Bystřický Štěpán OFM

### C
- Cemper Bohuslav, brněnská diecéze
- Cibulka Ladislav, olomoucká arcidiecéze, 10 let vězení, Státní soud v Praze 9. 10. 1952, V-893
- Cidlík Alois Jiljí OFM Conv.
- Cigán Alfons CSsR
- Cigoš Jaroslav, olomoucká arcidiecéze
- Cihlář Josef Aleš OFMCap, amnestie 9. 5. 1960
- Cikryt Ladislav, olomoucká arcidiecéze
- Císař Josef, královéhradecká diecéze, amnestie 9. 5. 1960
- Císler Jaroslav, českobudějovická diecéze
- Coufal Lihhart SJ
- Coufal Přemysl
- Miroslav Cölba, královéhradecká diecéze, amnestie 9. 5. 1960
- Crhák Petr, olomoucká arcidiecéze, internace Želiv
- Cukr Josef SJ, amnestie 9. 5. 1960

### Č
- Čáp Alois, olomoucká arcidiecéze
- Čáp Vladimír SJ
- Fr. Čech Metoděj OFM
- Čelůstka Bohumír CSsR
- Černý Josef, olomoucká arcidiecéze, internace Želiv
- Červinka Jaroslav, litoměřická diecéze
- Čevela Alfons, kalasantin
- Čihák Josef, pražská arcidiecéze
- Čichoň Josef CSsR
- Čístecký František, litoměřická diecéze
- Čulík Antonín, pražská arcidiecéze
- Čuřík Jaroslav SDB, amnestie 9. 5. 1960

### D
- Dacík Vincenc Reginald OP, 19 let, V-6419 MV, Valena František a spol., amnestie 9. 5. 1960
- Daněk Jaroslav, královéhradecká diecéze, V-929, Státní soud v Praze, 29. prosince 1949
- Daňha Alois CSsR, 3 roky, podvracení republiky, 1961
- Davídek Felix Maria, brněnská diecéze
- Dienstpier Jan Jiří SchP
- Dlugi Alois SJ
- Divíšek Václav, pražská arcidiecéze, amnestie 9. 5. 1960
- Dobiáš Josef, litoměřická diecéze
- Dobrodinský Jan, českobudějovická diecéze
- Dohnal František, olomoucká arcidiecéze, internace Želiv
- Dokulil Jan, brněnská diecéze
- Dolanský Josef, olomoucká arcidiecéze, internace Želiv
- Doležal Josef, pražská arcidiecéze, internace Želiv
- Doležal Josef, brněnská diecéze (* 1911), 12 let vězení, Státní soud v Praze 9.10.1952, V-893, amnestie 9. 5. 1960
- Dománek Karel SJ
- Dominik Antonín, olomoucká arcidiecéze
- Dosedla Josef, olomoucká arcidiecéze, amnestie 9. 5. 1960
- Doskočil Hugo, královéhradecká diecéze
- Dostál Antonín SDB
- Dostál Josef, brněnská diecéze, 20 měsíců vězení, Krajský soud v Jihlavě 17. 7. 1953, V-1525
- Dörner Rudolf, pražská arcidiecéze, 4 roky vězení, V-7875, soud 19. – 20. 1. 1951, propuštěn 15. 6. 1953
- Drábek Jaroslav, olomoucká arcidiecéze (litoměřická diecéze)
- Drábek Josef SDB
- Dragoun Josef, brněnská diecéze, internace Želiv
- Drbola Václav, brněnská diecéze
- Drozd Josef, olomoucká arcidiecéze
- Dubina Stanislav, olomoucká arcidiecéze, 9 roků vězení, státní soud září 1950, propuštěn 1955
- Dubský Ludvík Jiljí OP
- Duda Antonín, olomoucká arcidiecéze, 5 roků, soud říjen 1953
- Ducháček Josef, brněnská diecéze, internace Želiv
- Ducháček Petr, královéhradecká diecéze
- Duka Dominik OP, pražský arcibiskup, kardinál
- Durek Josef, královéhradecká diecéze
- Dušek Jan OFM, 2 roky vězení, V-454 České Budějovice, Kašpar Jaroslav a spol.
- Dušek Rudolf SJ
- Dvořák Antonín SDB
- Dvořák Antonín, olomoucká arcidiecéze, amnestie 9. 5. 1960
- Dvořák František, brněnská diecéze, 20 roků vězení, amnestie 9. 5. 1960
- Dvořák Jaroslav, královéhradecká diecéze, 13 roků vězení, st. soud Praha 15.5.1952 Němeček Jaroslav a spol, V 9302, amnestie 9. 5. 1960
- Dvořák Václav, českobudějovická diecéze
- Dýmal Leopold, olomoucká arcidiecéze

### E
- Exner Karel, královéhradecká diecéce, internace Želiv

### F
- Fabik Josef SDB
- Fail Josef CSsR, 3 roky vězení, okresní soud v Příbrami, 24.–26.1. 1962
- Fanfrdla Ignác Karel, augustinián
- Fanta František, českobudějovická diecéze, amnestie 9. 5. 1960
- Ferda František, pražská arcidiecéze, 14 roků, St. soud odd. Brno, hl. líčení Ostrava 29.9.1951, amnestie 9. 5. 1960
- Fiala Luboš
- Fiala Miloslav O.Praem.
- Filip Václav, pražská arcidiecéze, internace Želiv
- Filip Valerián Bohumil OFMCap, internace, PTP, bez souhlasu
- Filipec Václav SDB, amnestie 9. 5. 1960
- Fišer František, litoměřická diecéze
- Flamík František SJ
- Flégr Josef, královéhradecká diecéze, internace Želiv
- Formánek Jan SJ, amnestie 9. 5. 1960
- Fornůsek Jan, litoměřická diecéze
- Fořtel Josef, pražská arcidiecéze, V-502 MV
- Frank Miloslav SDB
- Frélich Vojtěch SDB
- Freml Josef SDB
- Frgal Karel Ondřej OFMCap, 12 roků vězení, V-2644 Plzeň, Frgal Karel a spol., Státní soud v Praze 14.12.1949, amnestie 9. 5. 1960
- Frk Josef OP, internace Želiv
- Fruvirt Vnislav, brněnská diecéze, 10 roků vězení, V-919 Fruvirt Vnislav a spol., Krajský soud v Brně 25.8.1953, amnestie 9. 5. 1960
- Fuček Alois, olomoucká arcidiecéze, internace Želiv, vězení
- Fuglík Vojtěch SDB
- Fuchs Josef Šebestián OH, amnestie 9. 5. 1960
- Furch Otto, olomoucká arcidiecéze
- Fuss Klement Benedikt OP

### G
- Gabriel František Josef, augustinián, 2 roky vězení, Krajský soud v Brně 13. a 14. března 1961, Šesták a spol., amnestie 9. května 1962
- Gabriel Josef, pražská arcidiecéze, bez státního souhlasu, 1961
- Gottfried Jaroslav Ignác, petrin
- Gottwald Stanislav, olomoucká arcidiecéze, internace Želiv, bez souhlasu
- Gregor Karel, královéhradecká diecéze, internace Želiv
- Greš Andrej, prešovská řeckokatolická diecéze, internace Želiv
- Grimmmig Pavel, pražská arcidiecéze, internace Želiv
- Groz Josef CSsR
- Gwuzd Aleš OSB

### H
- Habáň Metoděj OP, 2 roky, Státní soud v Praze 24.9.1948, Slezák a spol.; 4 roky, Státní soud v Praze 20.10.1952
- Hádek Josef, litoměřická diecéze, amnestie 9. 5. 1960
- Hahner Karel, litoměřická diecéze, oblát
- Hájek Josef, královéhradecká diecéze, 17 let vězení, V-1192, Krajský soud v Hradci Králové 29.12.1954, amnestie 9. 5. 1960
- Hájek Vladimír, českobudějovická diecéze, amnestie 9. 5. 1960
- Hajtmar Antonín Oldřich OFMCap
- Halík František, internace Želiv
- Hamerský František, brněnská diecéze, internace Želiv
- Hamrala František, olomoucká arcidiecéze, internace Želiv
- Hankus Bohuslav SDB
- Hanovský Antonín, pallotin
- Hanuš Titus Bohuslav OFM
- Hányš Vladimír Longinus OH
- Hartl Josef Faustin OH
- Hartmann Vratislav, litoměřická diecéze, bez státního souhlasu
- Hasilík František, olomoucká arcidiecéze
- Havelka Stanislav SJ, amnestie 9. 5. 1960
- Havlas Stanislav, litoměřická diecéze, internace Želiv
- Havránek Josef, brněnská diecéze, Státní soud v Jihlavě 7.6.1951, amnestie 9. 5. 1960
- Hejl Josef, českobudějovická diecéze, V-619
- Helikar Josef, litoměřická diecéze
- Herbst Karel SDB
- Hermach Josef, pražská arcidiecéze
- Hinterhölzl Josef, brněnská diecéze, bez státního souhlasu 1981–1984
- Hipsch Leo SJ, amnestie 9. 5. 1960
- Hlad Ladislav, pražská arcidiecéze
- Hladiš Josef SJ
- Hladký Antonín SDB
- Fr. Hlaváč Václav Romuald OFM
- Hlavín František, litoměřická diecéze, internace Želiv
- Hlisnikovský Alfons, olomoucká arcidiecéze, internace Želiv
- Hloušek Jan, brněnská diecéze, internace Želiv
- Hložánka Radim, litoměřická diecéze, 10 roků vězení, krajský soud Ostrava 25. července 1961
- Hlubek Antonín SJ
- Hnilica František OFM
- Hnila František SDB, amnestie 9. 5. 1960
- Hoffman František OFMCap
- Hofmann Josef, litoměřická diecéze, 6 roků vězení, zatčen 3.10.1952, V-296 Hofman Josef, Krajský soud v Liberci 23.2.1954
- Hochman František, pražská arcidiecéze
- Holakovský Václav CSsR
- Holas Antonín SJ
- Holota Vladimír Benedikt OFM
- Holub Jaroslav, pražská arcidiecéze, 2 a půl roku vězeni
- Holub Jiří, pražská arcidiecéze, zatčen 5.8.1951, amnestie 9. 5. 1960
- Holubníček Josef, olomoucká arcidiecéze, amnestie 9. 5. 1960
- Homoláč Rudolf SJ, PTP, bez státního souhlasu
- Honka Josef SDB
- Honzík Josef, litoměřická diecéze, PTP
- Horáček František SDB, internace Želiv, PTP, bez souhlasu
- Horák Vojtěch Jan OSB
- Horák František, olomoucká arcidiecéze, PTP, bez souhlasu
- Horský Vojtěch SJ, 5 let, Krajský soud v Ostravě 26.1.1956
- Hořák František, olomoucká arcidiecéze, internace Želiv
- Hořín Josef Fidél OFMCap
- Hošek František, internace Želiv
- Houdek František, královéhradecká diecéze
- Houška Vladimír, českobudějovická diecéze, 4 a půl roku vězení, Krajský soud v Českých Budějovicích 16. prosince 1954, V-855 Nygrýn František a spol., 1957 amnestie
- Houžvička Bohumil, pražská arcidiecéze
- Hozík Bohumír CSsR
- Hrabal František, brněnská diecéze, internace Želiv
- Hradil Jan, brněnská diecéze
- Hrazdil Josef, olomoucká arcidiecéze
- Hrbata Josef, brněnská diecéze
- Hrbatý Eduard SDB
- Hrůza František, brněnská diecéze
- Hřebíček Jan, brněnská diecéze, internace Želiv
- Hub Josef, olomoucká arcidiecéze, OP, amnestie 9. 5. 1960
- Hub Vladislav CSsR
- Hučko Pavel, amnestie 9. 5. 1960
- Hudeček František SDB
- Huf Lubomír, pražská arcidiecéze, amnestie 9. 5. 1960
- Huňka Jan, olomoucká arcidiecéze
- Hurina František CSsR
- Husek Josef Vít OFM, amnestie 9. 5. 1960
- Huťař Václav Alfons OP
- Huvar Antonín, olomoucká arcidiecéze
- Hynek Josef CSsR, 12 let vězení, V-5506 MV, Pácha Václav a spol., Státní soud v Praze 31.1.1951, amnestie 9. 5. 1960, podruhé 1962 až 1964
- Hynek Václav SDB
- Hyvnar Pavel, olomoucká arcidiecéze

### Ch
- Chadraba Josef, královéhradecká diecéze, 20 let vězení, Státní soud v Praze 17.–18.1.1952, zemřel 1956 ve věznici na Mírově
- Chaloupka Václav, brněnská diecéze
- Chmelař Jan O.Praem., 1 rok, Krajský soud v Jihlavě 7.–9.7.1958, Voves a spol.
- Chocholoušek Efrém OP
- Chramosta Antonín, českobudějovická diecéze, amnestie 9. 5. 1960
- Chromeček Jan SJ
- Chudárek Rudolf SDB
- Chytil Rudolf CSsR

### J
- Jakubec Josef, královéhradecká diecéze, odsouzen na 20 let, V-1639, Hrabáček a spol, Státní soud Praha 25. 10. 1950
- Jalovecký Václav CSsR, 2 roky vězení, Státní soud Praha 21.3.1950; 3 roky vězení, maření dozoru nad církvemi, zpronevěra, rozkrádání majetku v soc, vlastnictví, V-1257 CB, 26.2.1962

- Janča Rudolf Remigius OFM, amnestie 9. 5. 1960
- Jančík Fulgenc Florián, augustinián
- Jančík Josef, augustinián, 1 rok vězení, Krajský soud v Brně 13. a 14. března 1961
- Janiš Alfred Václav, salvatorián, amnestie 9. 5. 1960
- Jarolímek Antonín, českobudějovická diecéze, 13 let vězení, V-786, JAROLÍMEK Antonín a spol., Krajský soud Č.Budějovice 19.9.1953, amnestie 9. 5. 1960
- Jarolímek Stanislav Bohuslav O.Praem.
- Jaroš Jan CSsR, centralizační tábor, bez souhlasu
- Jásek František, pražská arcidiecéze,  1951–1952 neoprávněně vězněn na Borech a na Rakovnicku
- Javůrek Antonín CFSsS
- Javůrek Josef, pražská arcidiecéze, V-538/KV
- Jedelský Ladislav, olomoucká arcidiecéze, PTP  1.12.1951 – 6.5.1954., od  24.6. 1956 byl 18 měsíců vězněn, pak znovu vězněn 7.8.1958 – 9. května 1960, amnestie 9. 5. 1960, bez státního souhlasu do září 1965
- Jedlička František SJ
- Jedlička Metoděj Antonín OSB
- Jedovnický Bohumil CSsR
- Jelen Josef CSsR, 3 roky vězení, Státní soud Praha 18.1.1950
- Jelšík Karel Fabián OFM
- Jenáček Jindřich, olomoucká arcidiecéze, amnestie 9. 5. 1960
- Jeřábek Vladimír CSsR
- Jež Cyril CSsR
- Ježil Odřich, pražská arcidiecéze
- Jileček Wolfgang, českobudějovická diecéze
- Jílek František, plzeńská diecéze
- Jíša Antonín, pražská arcidiecéze, internace 1950–1953, bez státního souhlasu 1953–1968
- John Čeněk SJ
- John Jan, českobudějovická diecéze, 1 rok vězení, Státní soud Praha 7.1.1949
- Fr. Joch Jaroslav SJ
- Jošek Jaroslav, olomoucká arcidiecéze
- Julius Josef CSsR, amnestie 9. 5. 1960
- Jurečka František SDB
- Juřík František OFM, amnestie 9. 5. 1960
- Just Josef SJ

### K
- Kabát Jiří CSsR
- Kabelka Dobroslav Marian O.Praem
- Kacálek Josef, královéhradecká diecéze, 5 roků vězení, Státní soud v Hradci Králové 13.8.1959, amnestie 9. 5. 1960
- Kadaník Jaroslav Antonín CFSsS, internační tábor Želiv
- Kadlec Jaroslav
- Kajpr Adolf SJ
- Kalous Václav CSsR
- Kamenický Václav, brněnská diecéze, 1950–53 PTP, až po roce 1968 mohl studium teologie dokončit
- Kaňák Štěpán OFM, 1 a půl roku vězení, V-454 České Budějovice, Kašpar Jaroslav a spol.
- Kára Václav Josef O.Praem., 3 a půl roku, Krajský soud v Praze 21.10.1958, Kára a spol., amnestie 9. 5. 1960
- Karel František, královéhradecká diecéze, amnestie 9. 5. 1960
- Karl Jaroslav, českobudějovická diecéze
- Karvan František CFSsS
- Kašpar Jaroslav, olomoucká arcidiecéze, 12 let vězení, V-454 České Budějovice, Kašpar Jaroslav a spol.
- Kašpárek Antonín OP, internace, bez souhlasu
- Katzer Otto, brněnská diecéze, amnestie 9. 5. 1960
- Kejdana Antonín Pavel OFM
- Kelnar Václav SDB
- Keymar Heřman
- Khodl Alois OFM, 2 roky vězení, V-454 České Budějovice, Kašpar Jaroslav a spol.
- Kindermann Emanuel Ezechiel OFMCap
- Kindl Antonín, litoměřická diecéze, amnestie 9. 5. 1960
- Klabouch Václav, plzeňská diecéze
- Klempa František, brněnská diecéze
- Kleveta Antonín, olomoucká arcidiecéze
- Kleveta František Meinard OH
- Kliment Vojtěch, olomoucká arcidiecéze
- Klisz Miloslav, olomoucká arcidiecéze
- Kníže Josef, českobudějovická diecéze, V-622, amnestie 9. 5. 1960
- Knödl Josef, tajné svěcení, 3 roky vězení, Krajský soud v Praze 28.1.1960
- Kobza Josef CFSsS
- Kocáb František, českobudějovická diecéze, zatčen 1957, V-1430 Plzeň
- Kocábek Josef, pražská arcidiecéze, amnestie 9. 5. 1960
- Kocián Ladislav, královéhradecká diecéze
- Kodera Vojtěch, litoměřická diecéze, amnestie 9. 5. 1960
- Kofroň Vlastimil Gabriel O.Praem., 4 roky vězení, Krajský soud v Jihlavě 7.–9.7.1958, Voves a spol., amnestie 9. 5. 1960
- Kohl Jan Josef OSB, internace, PTP, bez souhlasu
- Kohlíček František, pražská arcidiecéze, 18 roků, Státní soud odd. Brno, hl. líčení Ostrava 29.9.1951, amnestie 9. 5. 1960
- Kohout Pavel, pražská arcidiecéze
- Kohout Vojtěch, českobudějovická diecéze, amnestie 9. 5. 1960
- Kolář Bohumil, pražská arcidiecéze, amnestie 9. 5. 1960
- Kolář František, olomoucká arcidiecéze, amnestie 9. 5. 1960
- Kolář Vladimír SJ
- Kolečkář Josef, olomoucká arcidiecéze, PTP 1.12.1951–6.5.1954
- Kolek Karel Bartoloměj OFM
- Komanec Augustin, pražská arcidiecéze, 8 roků vězení, Státní soud v Praze, 27. února 1950
- Komárek Václav SDB
- Končar Bohumil OFM
- Kondrys Ferdinand, českobudějovická diecéze
- Konečný Alois Josafat OFMCap., 2 a půl roku vězení, V-2644 Plzeň, Frgal Karel a spol., Státní soud v Praze 14.12.1949
- Konečný František SJ
- Konfršt Václav, královéhradecká diecéze, bez státního souhlasu
- Konopa Martin, 21 let
- Koňařík Tomáš, olomoucká diecéze, 1983 bez státního souhlasu, 1985 emigrace
- Kopáček Jan Nepomuk František OSB
- Kopecký Jaroslav SDB
- Kopecký Miloslav, královéhradecká diecéze, V-1639, Hrabáček a spol., Státní soud v Praze 24.–25. října 1950
- Kopecký Miroslav Anselm OFM
- Koplík Jaroslav, olomoucká arcidiecéze, internace v klášteře  Želivě 1951–1955, 14 měsíců vězení - lidový  soudu v Šumperku 29. února 1956
- Korál František, plzeňská diecéze
- Korbela František, litoměřická diecéze, bez státního souhlasu
- Kordík Josef SJ
- Korynta Augustin, pražská arcidiecéze, 24 let vězení, vazba od 5.9.1950, KLABÍK Václav a spol., Státní soud Praha 29.3.1951
- Koseček František Tomáš OFM
- Kosík Antonín, královéhradecká diecéze
- Kostelka Antonín CSsR
- Kotek Alois, bohoslovec, 5 let, po vysvěcení 1969 olomoucká arcidiecéze
- Kourek Jaroslav Alois CFSsS
- Koutný Josef, brněnská diecéze
- Koutný Oldřich, olomoucká arcidiecéze
- Fr. Kováč Alfons SDB, amnestie 9. 5. 1960
- Kovář Bohumil SJ
- Kovařík Karel Efrém OFM
- Kovařík Stanislav, brněnská diecéze
- Koza Vítězslav, pražská arcidiecéze, 15 roků vězení, soudní  proces  23.  –  25. 8. 1950, propuštěn dne 23. 11. 1961 na základě prezidentské amnestie z května 1960
- Kozlík Jan, pražská arcidiecéze
- Kráčmar Ladislav, minorita
- Krahulík Tadeáš Jan CFSsS
- Krajča Antonín CSsR
- Král František Rafael, salvatorián
- Král Václav CSsR, půl roku vyšetřovací vazby, propuštěn, Státní soud Praha 7.1.1949
- Král Vojtěch, olomoucká arcidiecéze
- Krásenský František SJ
- Krátký Stanislav, brněnská diecéze, amnestie 9. 5. 1960
- Kratochvíla Pavel Josef O.Praem, 3 roky vězení, Kratochvíla a spol., Krajský soud v Brně 25.1.1958, amnestie 9. 5. 1960
- Krátoška Josef SDB
- Krejčí Jaroslav Valentin OP
- Krejčí Josef Cyril OSB, internační tábor Želiv
- Krejčík Antonín SJ
- Krist Jan, olomoucká arcidiecéze
- Krišfof Josef, královéhradecká diecéze, 8 roků vězení, V 1175, Krištof Josef a spol., krajský soud Pardubice 22.3.1954
- Krupica Antonín, olomoucká arcidiecéze
- Krutílek František SDB, 13 roků vězení, V-331 Krutílek a spol, Krajský soud v Praze 20.3.1953
- Kryl Antonín, olomoucká arcidiecéze
- Křížek Jan SDB
- Kubeš Konrád SJ, internace
- Kubíček František Inocenc OFM, amnestie 9. 5. 1960
- Kubín Josef SDB
- Kubina Oldřich CSsR
- Kučera František SJ
- Kučera Ladislav František, křižovník, 20 měsíců vězení, Krajský soud Brno 18.2.1959, amnestie 9. 5. 1960
- Kudela Tomáš SDB, 1950 internace Želiv, bez státního souhlasu do r. 1969
- Kuchař Václav, olomoucká arcidiecéze, amnestie 9. 5. 1960
- Kulač Jaroslav, pražská arcidiecéze
- Kulhánek František, brněnská diecéze
- Kunc Miloslav, olomoucká arcidiecéze
- Kunčar Bohumil Šebestián OFM
- Kunický Josef, olomoucká arcidiecéze
- Kuška Josef, litoměřická diecéze, zatčen 15.1.1953, zemřel ve vazbě 26.1.1953
- Kuthan Václav, pražská arcidiecéze, 16 let vězení, vazba od 25.9.1950, KLABÍK Václav a spol., Státní soud Praha 29.3.1951, amnestie 9. 5. 1960
- Fr. Kvíčala Stanislav Prokop OFMCap
- Kvita Albín Jaroslav, salvatorián
- Kylar Josef, královéhradecká diecéze, amnestie 9. 5. 1960

### L
- Lanča Antonín, olomoucká arcidiecéze, 2,5 roku, krajský soud v Ostravě 25.7.1953, Bradna a spol
- Landsmann Bohumil, litoměřická diecéze, 20 let, amnestie 9. 5. 1960
- Lank Jaroslav SDB
- Ledabyl Stanislav, brněnská diecéze
- Lehečka Miroslav SDB
- Lekavý Stanislav
- Lepařík Josef SDB
- Lepka Antonín, litoměřická diecéze
- Leskovjan František, olomoucká arcidiecéze, amnestie 9. 5. 1960
- Líkař František CSsR
- Limpouch Josef, pražská arcidiecéze, 10 let, amnestie 9. 5. 1960
- Litva Alois SJ
- Lízal Norbert Bohumil O.Pream, 4 roky vězení, Krajský soud v Brně 25.1.1958, Kratochvíla a spol., amnestie 9. 5. 1960
- Lízna František SJ
- Ludvík František, pražská arcidiecéze, amnestie 9. 5. 1960
- Lukáš Josef, olomoucká arcidiecéze
- Lyčka Alois, olomoucká arcidiecéze

### M
- Mádr Oto, pražská diecéze
- Mácha Josef Štěpán, 3 roky vězení, Okresní soud v Českých Budějovicích, 2 roky vězení, Okresní soud v Písku 22.12.1962
- Machač Jan, pražská diecéze
- Machalka Augustin Antonín, O.Praem., 25 roků vězení, Státní soud v Praze 31.3.–4.4.1950, Machalka a spol.
- Máj Karel, litoměřická diecéze
- Málek Josef, pražská diecéze
- Malík Josef, brněnská diecéze, 6 let vězení, Státní soud v Praze 9.10.1952, V-893
- Malík Ludvík Česlav O.Praem., 3 roky vězení, Kratochvíla a spol., Krajský soud v Brně 25.1.1958, amnestie 9. 5. 1960
- Malý Augustin, českobudějovická diecéze, 10 let vězení, V-786, JAROLÍMEK Antonín a spol., Krajský soud Č.Budějovice 19.9.1953
- Malý Václav, pražská diecéze
- Manďák Josef SDB, amnestie 9. 5. 1960
- Mandl Antonín, pražská arcidiecéze
- Mánek Ferd. Gilbert OFM
- Mareček Stanislav, olomoucká arcidiecéze
- Mareček Vojtěch Řehoř OFM
- Marek Alois Dominik OP, 4 roky vězení, soud 1961, amnestie 1962
- Marek Jan OFM
- Marek Stanislav, královéhradecká diecéze
- Marouš Bohumil, českobudějovická diecéze, amnestie 9. 5. 1960
- Maršálek Josef, brněnská diecéze, 15 let vězení
- Martinec Tomáš Josef, augustinián, 2 roky vězení, Krajský soud v Brně 13. a 14. března 1961, amnestie 9. května 1962
- Martinů Vojtěch, litoměřická diecéze, amnestie 9. 5. 1960
- Mastil František, olomoucká arcidiecéze
- Mastiliak Ivan CSsR
- Fr. Matisko Ladislav Marek, salvatorián
- Matocha Josef Karel, biskup, olomoucká arcidiecéze
- Matonoha Emil Kajetán, salvatorián
- Vilém Matzner Bruno Vilém OP, internace, bez státního souhlasu
- Mazanec Josef Jiří OFM
- Mayer Jakub Marek OFMCap
- Med Oldřich SDB
- Mejdrech Karel, pražská arcidiecéze
- Melka Antonín, českobudějovická diecéze
- Mendl Vincenc
- Menhart Karel, českobudějovická diecéze, 2 roky vězení, V-469 České Budějovice, ŠIMEK Josef a spol.
- Merth Daniel František, českobudějovická diecéze
- Měsíc František SJ
- Michálek Alois, brněnská diecéze, 9 let vězení, V-5506 MV, Pácha Václav a spol., Státní soud v Praze 31.1.1951
- Michálek František Bernard OP
- Miklík Ignác CSsR
- Mikolášek Antonín, českobudějovická diecéze, amnestie 9. 5. 1960
- Mikulášek František SJ
- Mikulášek Jaromír, brněnská diecéze, amnestie 9. 5. 1960
- Mikulka František, olomoucká arcidiecéze, 7 let vězení, V-1234, Státní soud v Praze 6. ledna 1950
- Míša František SDB
- Mitošinka Emil Benvenut OFM, 5 roků vězení, Koseček a spol., Vyšší vojenský soud Praha 26. – 28.1.1954
- Moc Jaroslav Alois OFM
- Mokrý Oldřich Reginald O.Praem., 8 roků vězení, Krajský soud Ústí nad Labem 12.6.1955, amnestie 9. 5. 1960
- Mošna Jiří, 10 měsíců, Okresní soud Tachov 31.5.1961
- Mošnička Josef, českobudějovická diecéze
- Moštěk Josef, olomoucká arcidiecéze, 10 roků vězení, V-7875, soud 19. – 20.1.1951, propuštěn 16.6.1959
- Mrtvý Václav SDB
- Muška Josef SDB, amnestie 9. 5. 1960
- Muzikář Stanislav, CSsR

### N
- Navrátil Matěj, brněnská diecéze, amnestie 9. 5. 1960
- Navrkal Josef, brněnská diecéze, amnestie 9. 5. 1960
- Nečas Karel Metoděj CFSsS
- Nedbal Antonín, pražská arcidiecéze, 16 let, vazba od 26.9.1950, KLABÍK Václav a spol., Státní soud Praha 29.3.1951
- Nekula Stanislav CSsR
- Němeček Zdeněk O.Praem, 2 a čtvrt roku vězení, Kratochvíla a spol., Krajský soud v Brně 25.1.1958
- Nemeškal Pavel, litoměřická diecéze
- Němčanský Bohumil Bohuslav O.Praem., 20 let vězení, vazba od 1.4.1952, Státní soud Praha 28.10.–1.11.1952, amnestie 9. 5. 1960
- Němec František SJ
- Nesrovnal Ferdinand, brněnská diecéze
- Nešpor Emil, minorita, internační tábor Želiv
- Netuka Václav, královéhradecká diecéze, tajně svěcen
- Neubauer Jindřich Jan O.Praem., 1 a půl roku (2,5), Městský soud v Praze 13.4.1960
- Neumann Rudolf, brněnská diecéze
- Netík Jan, litoměřická diecéze
- Nevtípil Jan SJ
- Nezval František CSsR, 5 roků vězení, Státní soud Praha 7.1.1949
- Nogol Josef, olomoucká arcidiecéze
- Nosek Jiří O.Praem, 7 měsíců vězení, Krajský soud v Jihlavě 7.–9.7.1958, Voves a spol.
- Nosek Martin SJ, 7 let
- Nováček Vladimír, brněnská diecéze, 12 let vězení, Státní soud v Praze 9.10.1952, V-893, amnestie 9. 5. 1960
- Novák Alois CSsR, amnestie 9. 5. 1960
- Novák František CSsR (* 1907), 5 roků vězení, Státní soud Praha 7.1.1949, 13 let, Krajský soud v Ostravě 19.2.1962
- Novák František, královéhradecká diecéze (* 1919), Krajský soud v Jihlavě 4. dubna 1958
- Novák Jan, 5 a půl roku vězení, Krajský soud Ostrava 25. července 1961
- Novák Osvald, pražská arcidiecéze
- Novák Václav CSsR
- Novosad Jaroslav, královéhradecká diecéze, 14 měsíců, V-231 Hradec Králové
- Novosad Josef SDB
- Novotný František CSsR
- Novotný Jaroslav, brněnská diecéze, amnestie 9. 5. 1960

### O
- Obruča Bohumír, litoměřická diecéze
- Okálek Antonín CSsR
- Oktábec Emanuel CSsR, 1 rok vězení, Okresní soud v Příbrami 24.–26.1. 1962
- Ondok Josef Petr CFSS
- Ondřej Vojtěch SJ
- Opasek Jan Anastáz OSB, Zela a spol., amnestie 9. 5. 1960
- Opěla Bohuslav, piarista
- Opletal Josef, brněnská diecéze, 12 roků vězení, soud 21.5.1952, Státní soud v Brně – Moravské Budějovice
- Oral Florián, olomoucká arcidiecéze
- Orosz František Vladimír O.Praem., 2 roky vězení, Kratochvíla a spol., Krajský soud v Brně 25.1.1958
- Osvald Andrej SJ
- Otčenášek Karel, královéhradecká diecéze, 13 let vězení, V-1192, Krajský soud v Hradci Králové 29.12.1954
- Otradovec Ludvík SDB
- Ovčáčík Vlastimil SJ
- Ovečka Jaroslav, litoměřická diecéze

### P
- Pácha Václav, pražská arcidiecéze, 13 let vězení, V-5506 MV, Pácha Václav a spol, Státní soud v Praze 31.1.1951, amnestie 9. 5. 1960
- Palacký Jan SJ
- Palásek Stanislav SDB
- Paluzga Václav, olomoucká arcidiecéze
- Papež Řehoř Josef, augustinián
- Pařil František, brněnská diecéze
- Paulů Josef, královéhradecká diecéze, internace Želiv
- Pavlík Jan SJ
- Pazderka František, brněnská diecéze, 4 roky vězení, Státní soud v Praze 9.10.1952, V-893
- Pazderka Vítězslav, augustinián, 1 a půl roku vězení, Krajský soud v Brně 13. a 14. března 1961
- Pecka Dominik, brněnská diecéze, 14 měsíců vězení, Krajský soud v Brně 19.3.1959
- Pechal František OH
- Pekárek Alois, brněnská diecéze
- Pekárek Josef SDB
- Peroutka Stanislav SJ
- Pernegr František, českobudějovická diecéze
- Peřina Stanislav, českobudějovická diecéze
- Peša Ivan Josef, augustinián
- Pešek Vojtěch SJ
- Peška Štěpán František, augustinián
- Peterek Josef, olomoucká arcidiecéze
- Petěrka František Klérus OFMCap
- Fr. Petr Vojtěch Maxmilián OFMCap
- Petrák Antonín, těšitel, 3 roky, Krajský soud v Praze 21.10.1958, Kára a spol.
- Petrů František, olomoucká arcidiecéze, amnestie 9.6.1960
- Petrů Ludvík Cyril O.Praem, 10 roků vězení, Státní soud v Brně 15.–17.6.1949, Krumpholc a spol.
- Petrucha Jan, olomoucká arcidiecéze
- Petružela František Anicet OFMCap
- Pevný František SJ, amnestie 9. 5. 1960
- Pícha Vladimír, pražská arcidiecéze, amnestie 9. 5. 1960
- Pikl Václav O.Praem, 4 roky vězení, Krajský soud v Jihlavě 7.–9.7.1958, Voves a spol., amnestie 9. 5. 1960
- Pikora Josef, pražská arcidiecéze, amnestie 9. 5. 1960
- Pikora Bohumil, litoměřická diecéze
- Pilík Jaroslav SJ, 16 roků vězení (jako bohoslovec), Státní soud odd. Brno, hl. líčení Ostrava 29.9.1951, amnestie 9. 5. 1960
- Pilík Karel, pražská arcidiecéze, amnestie 9. 5. 1960
- Piňdák František, těšitel
- Pitel Josef Hugo O.Praem, 2 a půl roku vězení, Krajský soud v Plzni 24.4.1958, Brynich a spol., amnestie 9. 5. 1960
- Pittermann Maxmilián Prokop O.Praem, 3 a půl roku vězení, Okresní soud v Příbrami 1.6.1962
- Pitrun Bernard SJ
- Pitrun Václav SJ
- Plaček Bohumil SJ
- Planita Josef SDB
- Plhal Ferdinand SDB
- Pluhař Emil, olomoucká arcidiecéze, 9 roků vězení, krajský soud Ostrava 25. července 1961
- Podhorný Josef Theofil OFMCap
- Podlaha Antonín Jan OFM
- Podveský Jan
- Pohl Jan Mons. litoměřická diecéze
- Pokorný Jiří OFM
- Pokorný Josef, ThDr, odebrán státní souhlas ke kněžské službě 1.7.1973
- Pokorný Václav Jan OSB, od roku 1953 až do své smrti internován u sester na Žernůvce u Tišnova
- Pól Stanislav SJ, 3 a půl roku vězení
- Poláček Jaroslav SDB
- Poláček Zdeněk Vojtěch SchP, amnestie 9. 5. 1960
- Polách Ota, litoměřická diecéze
- Polák Karel SDB
- Polášek František CSsR
- Pometlo Michal František OFM
- Pořízek Jaromír, brněnská diecéze, amnestie 9. 5. 1960
- Pospíšil Antonín, olomoucká arcidiecéze, PTP, bez státního souhlasu
- Pospíšil Jan SJ
- Pospíšil Josef, olomoucká arcidiecéze
- Pouchlý František Basil OFMCap, 18 roků vězení, Státní soud v Praze 12.9.1950, amnestie 9. 5. 1960
- Poul Josef
- Poul Karel
- Prager Antonín CSsR
- Prášek Josef, olomoucká arcidiecéze
- Prát František, brněnská diecéze, 4 a půl roku vězení, V-1516 Brno, Jan Krajcar a spol., Krajský soud Jihlava 23.6.1953
- Preis Jindřich CSsR
- Preisler Jan, českobudějovická diecéze, amnestie 9. 5. 1960
- Primes Alois Vojtěch OSA
- Procházka František, českobudějovická diecéze
- Procházka Josef, královéhradecká diecéze, 15 let vězení, V-1192, Krajský soud v Hradci Králové 29.12.1954, amnestie 9. 5. 1960
- Prokeš Antonín, českobudějovická diecéze, 10 roků vězení, amnestie 9. 5. 1960
- Přibyl Jan, olomoucká arcidiecéze, amnestie 9. 5. 1960
- Půček František, olomoucká arcidiecéze
- Pustějovský Antonín Jiří, salvatorián
- Pynta Josef, českobudějovická diecéze

### R
- Raab Vilém, litoměřická diecéze
- Rabas František, litoměřická diecéze
- Rabušic Jakub SJ
- Ráček Blažej SJ
- Rákosník Bohumír, křižovník, amnestie 9. 5. 1960
- Raška Alois SJ, 2 roky vězení,
- Razík Václav
- Resl Josef, pražská arcidiecéze
- Richter Stanislav SJ
- Rob Jan SDB
- Roh Antonín, českobudějovická diecéze, 3,5 roku v r. 1949 a 12 roků v r. 1954, Krajský soud v Českých Budějovicích 27. 4. 1954
- Rucki Adam, olomoucká arcidiecéze
- Ručka Vladimír, olomoucká arcidiecéze, amnestie 9. 5. 1960
- Rudolecký Josef, brněnská diecéze, bez souhlasu
- Rybář Jan SJ
- Rybenský Josef, olomoucká arcidiecéze, 4 roky vězení, Krajský soud Ostrava 24.2.1953, V-706
- Rygal Vojtěch, olomoucká arcidiecéze
- Fr. Rychlý Jan SDB
- Rykýř Rudolf, královéhradecká diecéze, 12 let vězení, V-5506 MV, Pácha Václav a spol., Státní soud v Praze 31.1.1951, amnestie 9. 5. 1960
- Ryška Josef, olomoucká arcidiecéze, 12 let vězení, V-5506 MV, Pácha Václav a spol., Státní soud v Praze 31.1.1951, amnestie 9. 5. 1960

### Ř
- Řehák Zdeněk Tadeáš O.Praem, 4 roky vězení, Krajský soud v Jihlavě 4. dubna 1958, Volmann a spol., amnestie 9. 5. 1960
- Řechka Jindřich Vladimír OFM, 2 roky vězení, soud 1951, bez státního souhlasu
- Řezníček František Metoděj OFM
- Říha František, královéhradecká diecéze, amnestie 9. 5. 1960
- Říha Karel SJ, internace
- Říha Václav, českobudějovická diecéze
- Říkovský Antonín, královéhradecká diecéze, 18 měsíců vězení, krajský soud Hradec Králové, 29. října 1953
- Říský Drahoslav Bernard OFM, 12 let, V-454 České Budějovice, Kašpar Jaroslav a spol., amnestie 9. 5. 1960

### S
- Saller Jaroslav CSsR
- Samek Jan, brněnská diecéze
- Sasina Stanislav, českobudějovická diecéze, 22 let vězení, V-685, Nejvyšší státní soud v Praze 19.12.1953
- Sasínek Pavel Kajetán OFMCap
- Sedláček Antonín, českobudějovická diecéze, 2 roky vězeni, Státní soud v Brně 12.9.1952
- Fr. Sedlák Jan SJ
- Sedlák Jan O.Praem., 1 rok vězení, 4 a půl roku vězení, Krajský soud v Jihlavě 4. dubna 1958, Volmann a spol.
- Senft Jindřich, plzeňská diecéze
- Schaller Marian OSB
- Schneeweis Stanislav, olomoucká arcidiecéze, 11 roků vězení, Státní soud v Praze 30.4.1952, V 2174 Kosatík a spol.
- Schneider Václav, křižovník
- Schneiderka Vítězslav CSsR
- Schuster Jan CSsR
- Sigmund Jan, olomoucká arcidiecéze
- Siostrzonek Prokop OSB, bez státního souhlasu
- Sirový Ladislav, křižovník
- Sitkey Juraj SJ
- Sitte Franz, litoměřická diecéze
- Skála Josef, brněnská diecéze
- Sklenovský Bruno, olomoucká arcidiecéze
- Skoupý Karel, brněnský biskup
- Skřivan Jan, českobudějovická diecéze, Želiv, bez souhlasu, zatčení
- Sládek Josef Metoděj OFMCap
- Sláma Antonín, brněnská diecéze, amnestie 9. 5. 1960
- Sláma Emil SDB
- Slavíček František, plzeňská diecéze
- Slavík František SJ
- Fr. Slezák Pavel SJ
- Slouka Vojtěch, olomoucká arcidiecéze
- Slováček František, olomoucká arcidiecéze, amnestie 9. 5. 1960
- Složil Josef, olomoucká arcidiecéze
- Smékal Josef SDB, amnestie 9. 5. 1960
- Smetana Karel, plzeňská diecéze
- Smištík František OFM
- Smrčina Jan, českobudějovická diecéze, 2 a půl roku vězení, amnestie 9. 5. 1960
- Smutek Karel, salvatorián
- Sobola Tomáš, královéhradecká diecéze
- Soukop Josef, brněnská diecéze, amnestie 9. 5. 1960
- Sovadina František Agathangel OFMCap
- Spáčil Theodor, brněnská diecéze, 12 roků vězení, V-402 Kavan a spol., krajský soud Hradec Králové 14.6.1954, amnestie 9. 5. 1960
- Spindler František
- Srna Vojtěch, brněnská diecéze, 1 rok s podm. odkladem na 3 roky, soud 18.5.1979 v Ústí nad Orlicí, bez státního souhlasu 1971 rok, od 1.1.1978 odňat souhlas,
- Sršeň Stanislav Pacifik OFMCap
- Strejček František, olomoucká arcidiecéze
- Steffel Konrád, brněnská diecéze, amnestie 9. 5. 1960
- Stejskal Felix SJ, 2 roky vězení, V-5488 MV, Zouhar a spol.
- Stejskal Jan, pražská arcidiecéze, 2 roky vězení, okresní soud v Příbrami, 24.–26.1. 1962; bez státního souhlasu 1972–1981
- Stejskal Josef, litoměřická diecéze
- Stodůlka Ignác, olomoucká arcidiecéze, 2 a půl roku vězení, V-3209 Brno, Fojtů František a spol., Státní soud v Praze 17. ledna 1950
- Stojaspal Jan, olomoucká arcidiecéze, amnestie 9. 5. 1960
- Stork Alois SJ
- Stražovský Vladimír, brněnská diecéze, 4 roky vězení, V-5488 MV, Zouhar a spol.
- Stria Josef, brněnská diecéze, amnestie 9. 5. 1960
- Strnad Jindřich, pražská arcidiecéze
- Stryhal Miroslav, královéhradecká diecéze, amnestie 9. 5. 1960
- Střída Josef, olomoucká arcidiecéze, * 1909, odsouzen na 5 r. dne 18. 1. 1951 v procesu KNP Čáp a společníci. Propuštěn "na podmínku" dne 8. 7. 1952
- Stříteský František, piarista, 25 roků vězení, Státní soud v Praze 9.–11.10.1950, amnestie 9. 5. 1960
- Studený Jaroslav, olomoucká arcidiecéze, 4,5 roku vězení, soud 1972
- Stuchlík Jindřich, německý rytíř, amnestie 9. 5. 1960
- Suchomel František CSsR
- Sukdol Jan, českobudějovická diecéze, 13 let vězení, V-685, Nejvyšší státní soud v Praze 19.12.1953,
- Sukop Josef SJ
- Svatek Jan Hroznata O.Praem., 12 roků vězení, Krajský soud Ústí nad Labem 10.11.1955, amnestie 9. 5. 1960
- Svatek Václav OFMCap., amnestie 9. 5. 1960
- Svoboda Bronislav Josef O.Praem, 5 měsíců
- Svobodník Miloš Klement CFSsS
- Svozil Václav Pavel OSB, 10 let vězení, Státní soud v Praze 9.10.1952, V-893, amnestie 9. 5. 1960
- Sysel Vladislav, pražská arcidiecéze, amnestie 9. 5. 1960

### Š
- Šalša Vincenc, olomoucká arcidiecéze – 18 let vězení, V-6419 MV, Valena František a spol, amnestie 9. 5. 1960
- Šamárek Stanislav Norbert OFM, 6 roků vězení, Vyšší vojenský soud v Praze 5.11.1953, propuštěn 16.9.1958
- Šandera Miloš, brněnská diecéze, 17 roků vězení, St. soud Brno 12.11.1952, amnestie 9. 5. 1960
- Šebela Josef, SVD, Podolinec
- Šebesta Josef, křižovník, amnestie 9. 5. 1960
- Šelbický Adolf, litoměřická diecéze
- Šemík František, litoměřická diecéze, 5 roků vězení, V-331 Krutílek a spol., Krajský soud v Praze 20.3.1953
- Šenkyřík Josef, olomoucká arcidiecéze
- Šesták František Pavel, OSA, 3 roky vězení, krajský soud v Brně 13. a 14. března 1961, amnestie 9. května 1962.
- Ševela Karel SJ
- Šídlo Josef, českobudějovická diecéze, 11 let vězení, V-786, JAROLÍMEK Antonín a spol., Krajský soud Č.Budějovice 19.9.1953, amnestie 9. 5. 1960
- Šilhan František SJ
- Šimčík Josef OFM
- Šimon Josef, litoměřická diecéze
- Šimoník Alois, těšitel, 1 a půl roku vězení, Vyšší vojenský soud Praha 9.1.1956, Volejníková a spol.
- Šimoník Josef, olomoucká arcidiecéze, 22 roků vězení, amnestie 9. 5. 1960
- Šimonovský Bohumil CSsR
- Šinkmajer Ladislav, pražská arcidiecéze, 1 a půl roku
- Šít František Justin O.Praem., 4 roky vězení, Krajský soud v Jihlavě 4. dubna 1958, Volmann a spol., amnestie 9. 5. 1960
- Šital František SJ
- Škabraha Antonín, olomoucká arcidiecéze
- Škeřík František, královéhradecká diecéze
- Škoda Josef O.Praem., 14 měsíců, Krajský soud v Jihlavě 4. dubna 1958, Volmann a spol.
- Škrábal Pavel OP, internace 5 let
- Škrábal Zdislav, olomoucká arcidiecéze, 1. soud 21. 10. 1949 Státní soud v Praze 2 a půl roku vězení, 2. soud 31. 7. 1950 Státní soud Ostrava 15 let vězení, amnestie 1960
- Škrdlík Norbert František OFM Conv.
- Šmákal Karel, českobudějovická diecéze, PTP, 10 roků vězení
- Šmejkal František, pražská arcidiecéze, 1948–1967 bez státního souhlasu
- Škurka Emil SDB
- Šnajdr Boleslav SDB
- Šoupal František, olomoucká arcidiecéze, amnestie 9. 5. 1960
- Špinler František, královéhradecká diecéze, amnestie 9. 5. 1960
- Šprta František, brněnská diecéze, amnestie 9. 5. 1960
- Šrahůlek František Štěpán, salvatorián
- Šrajbr Karel, královéhradecká diecéze, 7 let vězení, V-1639, Hrabáček a spol., Státní soud v Praze 24.–25. října 1950
- Šťastný Bedřich Tadeáš OFM
- Štark Jaroslav, brněnská diecéze, amnestie 9. 5. 1960
- Štěpánek Bohumil CSsR
- Štěpánek Petr, královéhradecká diecéze, 15 let vězení, V-1192, Krajský soud v Hradci Králové 29.12.1954, amnestie 9. 5. 1960
- Štětina František Florián OFM
- Štikar Nepomuk Jan OFM
- Štork Julius SJ, internace
- Štván Bohumil, pražská arcidiecéze, 3 roky vězení, krajský soud Plzeň 24.6.1959, amnestie 9. 5. 1960
- Štverák František, pražská arcidiecéze
- Šulc Václav Celestin OH
- Šupa Karel SJ, amnestie 9. 5. 1960
- Šupka Pavel, bohoslovec
- Šumník Zdeněk SDB
- Švec Alois SDB
- Švec Otakar, pražská arcidiecéze
- Švestka Václav SJ, amnestie 9. 5. 1960
- Švorčík Jindřich SDB

### T
- Tajovský Bohumil Vít O.Praem, 20 roků vězení, Státní soud v Praze 31.3.–4.4.1950, Machalka a spol., amnestie 9. 5. 1960
- Tatíček Miloslav, pražská arcidiecéze
- Theisen Filip, litoměřická diecéze
- Tietze František, litoměřická diecéze
- Teplík Ludvík, pražská arcidiecéze, 20 roků vězení, V-5964 MV, amnestie 9. 5. 1960
- Teplý Václav SDB
- Till Arnošt Alois O.Praem., 2 a půl roku vězení, Krajský soud v Brně 28.8.1958, amnestie 9. 5. 1960
- Tinka Karel SDB, 4 roky vězení, Krajský soud v Olomouci 1.4.–2.4.1957, amnestie 9. 5. 1960
- Tkadlčík Vojtěch, olomoucká arcidiecéze, bez státního souhlasu 1955–1958
- Tlapa František, 1 a půl roku vězení
- Tobola Jaromír
- Tobola Jaroslav Ambrož OFM
- Tomčík Josef, olomoucká arcidiecéze, amnestie 9. 5. 1960
- Tomíček Jindřich, litoměřická diecéze
- Tomiga František, litoměřická diecéze, amnestie 9. 5. 1960
- Tomšů Karel, českobudějovická diecéze, 3 roky vězení, V-5506 MV, Pácha Václav a spol., Státní soud v Praze 31.1.1951
- Topinka Josef SDB, amnestie 9. 5. 1960
- Toufar Josef, zatčen po tzv. číhošťském zázraku a po 4 týdnech krutých výslechů a věznění zemřel, probíhá proces blahořečení
- Bl. Trčka Metoděj Dominik, CSsR, řeckokatolický kněz, odsouzen na 12 let, r. 1959 zemřel ve věznici v Leopoldově, v 2001 blahoslaven jako mučedník
- Trochta Štěpán SDB, litoměřický biskup
- Trojan Ladislav Kosmas OFM
- Tyl Heřman Josef, O.Praem., 12 roků vězení, Státní soud v Praze 23.–25.1.1951, Pícha a spol.
- Tyrner Jaroslav, královéhradecká diecéze, amnestie 9. 5. 1960

### U
- Uher Jan, 6 roků vězení, Krajský soud Ostrava 24.2.1953, V-706
- Uher Josef, bez státního souhlasu 1972
- Uhlíř Václav SJ
- Unger Adolf Petr, olomoucká arciecéze, státní zmocněnec apoštolské administratury v Čedském Těšíně
- Unger Jan, českobudějovická diecéze, zatčen 1957, V-622, amnestie 9. 5. 1960
- Unzeiting Antonín, olomoucká arcidiecéze, 15 roků vězení, V-2165 Ostrava, UNZEITIG Antonín a spol., Krajský soud v Olomouci 3. – 5.11.1953, amnestie 9. 5. 1960
- Urban Alois, olomoucká arcidiecéze, 9 roků vězení, Krajský soud Ostrava 24.2.1953, V-706
- Urban Evangelista Jan OFM
- Urban František
- Urbánek Vladimír CSsR
- Urbaniec Vilém Heřman, salvatorián

### V
- Vacík Josef, pražská arcidiecéze, amnestie 9. 5. 1960
- Vadlejch Karel, českobudějovická diecéze
- Valášek Jan Baptista František O.Praem., 13 roků vězení, Státní soud v Praze 28.10.–1.11. 1952, Bárta a spol., amnestie 9. 5. 1960
- Valena Antonín Prokop, karmelitán, internační tábor Želiv
- Valerián Josef, brněnská diecéze
- Valoušek Emanuel, brněnská diecéze
- Vančura Jaroslav SJ
- Vandík Josef SDB, internace Želiv, bez souhlasu
- Vaněčka Josef SJ
- Vaněk Břetislav CSsR
- Vaněk Václav
- Vaníček Hugo, internace Želiv
- Vašica Alois, olomoucká arcidiece, internace Želiv
- Vašíček Rudolf SJ
- Vávra Václav CSsR
- Vedral Antonín SJ
- Veselka Jan OFM, internace Želiv
- Veselý Jiří Maria OP
- Veselý Josef, olomoucká arcidiecéze, 13 roků vězení, Krajský soud Ostrava 25. července 1961, amnestie 9. 5. 1960
- Viačka Jiří Norbert, salvatorián
- Vicenec Dominik, olomoucká arcidiecéze, internace Želiv
- Vido Julius OFM Conv.
- Vích Martin František CFSsS, 10 let vězení, Nejvyšší státní soud v Praze 19.12.1953, V-685, amnestie 9. 5. 1960
- Vícha Jiří Jan Evangelista OFMCap, 14 roků vězení, Krajský soud Ostrava 25. července 1961, amnestie 9. 5. 1960
- Vinklárek Oldřich SDB, amnestie 9. 5. 1960
- Vít Václav, královéhradecká diecéze, 11 a půl roku, V-402 Kavan a spol., Krajský soud Hradec Králové 14.6.1954, amnestie 9. 5. 1960
- Vitásek František SDB
- Vitula Metoděj Vladimír O.Praem., 2 a půl roku vězení, Krajský soud v Brně 25.1.1958, Kratochvíla a spol., amnestie 9. 5. 1960
- Vlach Čeněk, internace Želiv
- Vlček František, litoměřická diecéze, amnestie 9. 5. 1960
- Vojtek František, litoměřická diecéze
- Volmann Zdeněk Lohel O.Praem, 4 a půl roku vězení, Krajský soud v Jihlavě 4. dubna 1958, Volmann a spol.
- Vomáčka Jan, piarista
- Vondráček Zdeněk O.Praem, 1 rok vězení, Krajský soud v Jihlavě 7.–9.7.1958, Voves a spol.
- Vonka František
- Voráček Antonín, českobudějovická diecéze, maltézský rytíř, 8 roků vězení, Krajský soud České Budějovice 27.3.1954, amnestie 9. 5. 1960
- Vosmík Antonín O.Praem, 4 a půl roku vězení, Krajský soud v Jihlavě 7.–9.7.1958, Voves a spol., amnestie 9. 5. 1960
- Voves Josef Arnošt O.Praem, 5 roků vězení, Krajský soud v Jihlavě 7.–9.7.1958, Voves a spol., amnestie 9. 5. 1960
- Vozdecký Josef Hugo O.Praem., 13 roků vězení, Státní soud Praha 23.10.1952, Burian a spol.
- Vraštil Jan, litoměřická diecéze, internace Želiv
- Vrážel František Alfons, salvatorián
- Vrbík Josef Dismas OH
- Vykoupil Otto, brněnská diecéze, amnestie 9. 5. 1960
- Vysloužil Oldřich CSsR

### W
- Weichsel Karel SJ, 3 a půl roku vězení, V-42378, Weichsel a spol., Krajský soud v Ostravě 20.3.1956

### Z
- Zábranský Jiří, královéhradecká diecéze, internace Želiv,
- Zábranský Vojtěch, olomoucká arcidiecéze, amnestie 9. 5. 1960
- Zahrádka Josef
- Zahradník Fridolín
- Zach Vladimír O.Praem, 2 roky vězení, Krajský soud v Jihlavě 5.–7.3.1958, Zach a spol.
- Zburník Oldřich, brněnská diecéze
- Zela Stanislav, olomoucká arcidiecéze, 25 let
- Zeman Stanislav, královéhradecká diecéze, internace Želiv
- Zeman Václav CSsR
- Zemánek Jan CSsR
- Zemek Jakub Antonín OP, amnestie 9. 5. 1960
- Zerzán Josef SDB
- Zgarbík Antonín SJ
- Zíbal Pavel, olomoucká arcidiecéze, internace Želiv
- Zika Karel, českobudějovická diecéze, internace Želiv
- Zlámal Josef, litoměřická diecéze, 10 roků vězení,
- Zlámal Bohumil, bez státního souhlasu 1961–62
- Zlámal Vojtěch Aleš OFM
- Zmrzlík Alois SDB, 8 let vězení, V-5488 MV, Zouhar a spol.
- Zouhar Emil, brněnská diecéze, 13 let vězení, V-5488 MV, Zouhar a spol, amnestie 9. 5. 1960
- Zouhar František, brněnská diecéze
- Zrebený Rajmund Albín OFMCap
- Zuber Jan, řeckokatolík, amnestie 9. 5. 1960
- Zubek Rudolf SJ, 6 let, Krajský soud v Ostravě 5.1.1956
- Zuchnický Václav SDB
- Zvěřina Josef, pražská arcidiecéze

### Ž
- Železník Jan, olomoucká arcidiecéze, 13 roků vězení, V-2165 Ostrava, UNZEITIG Antonín a spol., Krajský soud v Olomouci 3.–5.11.1953, amnestie 9. 5. 1960
- Žitný Václav, českobudějovická diecéze, internace Želiv

## Seznam vyšetřovacích spisů a procesů s kněžími a řeholníky

### 1949
- V-5686, Bednařík, Státní soud v Praze 12.1.1949
- V-143 Plzeň, ANTONY Václav a spol., Státní soud Praha 8.6.1949 (Antony Václav, Štěpán Václav, Císlar Jaroslav)
- Krumpholc a spol., Státní soud v Brně 15.–17.6.1949
- A. Štěpánek a spol., Státní soud v Brně
- V-2644 Plzeň, Frgal Karel a spol., Státní soud v Praze 14.12.1949 (Frgal Karel, Konečný Alois)
- V-929, Daněk Jaroslav, Státní soud v Praze 29.12.1949

### 1950
- V-1234, Mikulka František, Státní soud v Praze 6.1.1950
- V-3209 Brno, Fojtů František a spol., Státní soud v Praze 17.1.1950 (Ignác Stodůlka)
- Machalka a spol., Státní soud v Praze 31.3.–4.4.1950
- V-1639, Hrabáček a spol. (Josef Jakubec, Karel Šrajbr, Miloslav Kopecký), Státní soud v Praze 24.–25.10.1950
- Stříteský a spol., Státní soud v Praze 9.–11.10.1950
- Zela a spol., Státní soud Praha 2.12.1950
- V-10497 Plzeň, BAREŠ Václav a spol., Státní soud v Praze 18.12.1950

### 1951
- V-7875, soud 19.–20.1.1951 (Moštěk, Dörner)
- Pícha a spol., Státní soud v Praze 23.–25.1.1951
- V-5506 MV, Pácha Václav a spol. (Pácha Václav, Michálek Alois, Ryška Josef, Rykýř Rudolf, Brabec Stanislav, Tomšů Karel, Beránek Tomáš, Hynek Josef, Burýšek Josef, Čeřovský Jan), Státní soud v Praze 31.1.1951
- V-5488 MV, Zouhar a spol. (Zouhar Emil, Zouharová Helena Anuše, Stražovský Vladimír, Zmrzlík Alois, Stejskal Felix, Hlavínová Františka Cypriána), Státní soud v Praze 8.2.1951
- V-137 České Budějovice, KLABÍK Václav a spol., Státní soud Praha 29.3.1951
- V-6419 MV, Valena František a spol., Státní soud v Praze 16.8.1951

### 1952
- V-454 České Budějovice, Kašpar Jaroslav a spol.(Kašpar Jaroslav, Bindač Arnošt, Říšský Drahoslav, Khodl Alois, Tělupil Miroslav, Dušek Jan, Kaňák Štěpán), Státní soud v Praze 13.8.1952
- Sedláček Antonín, českobudějovická diecéze, 2 roky vězeni, Státní soud v Brně v Brně 12.9.1952
- V-893, Nováček a spol. (Vladimír Nováček, Josef Doležal, Ladislav Cibulka, Václav Svozil, František Pazderka, Josef Malík, Vincenc Bednář), Státní soud v Praze 9.10.1952
- Burian a spol., Státní soud Praha 23.10.1952
- Bárta a spol., Státní soud v Praze 28.10.–1.11.1952

### 1953
- V-175 Liberec, Kuška Josef, zatčen 15.1.1953, zemřel ve vězení 26.1.1953
- V-706, Urban Alois a spol., Krajský soud Ostrava 24.2.1953
- V-331, Krutílek a spol. (František Krutílek, Marie Kovalová, František Novák, Štěpán Šnajdar, Marie Horníková, Marie Zbrojová, František Šemík, Bohumil Novák), Krajský soud v Praze 20.3.1953
- V-1516 Brno, Jan Krajcar a spol., Krajský soud Jihlava 23.6.1953
- V-1525, Zach Alois a spol. (Josef Dostál), Krajský soud v Jihlavě 17.7.1953
- V-919, Fruvirt Vnislav a spol., Krajský soud v Brně 25.8.1953 (Fruvirt Vnislav)
- V-786, JAROLÍMEK Antonín a spol. (Antonín Jarolímek, V. Říha, A. Malý, J. Šidlo, Rudolf Janča, Antonie Hasmandová, Terezie Bílková, Marie Soukupová, M. Motáčková, K. Spálenková, M. Janáková, A. Vondráčková, L. Gabrielová, M. Houšťová), Krajský soud Č.Budějovice 19.9.1953
- V-2165 Ostrava, UNZEITIG Antonín a spol., Krajský soud v Olomouci 3.–5.11.1953
- V-685, Sasina a spol. (Sasina Stanislav, Sukdol Jan), Nejvyšší státní soud v Praze 19.12.1953

### 1954
- V-296, Hofman Josef, Krajský soud v Liberci 23.2.1954
- V-396, Buchta Josef, Lidový soud trestní Praha 26.2.1954
- V 1175, Krištof Josef a spol., Krajský soud Pardubice 22.3.1954
- Voráček Antonín, Krajský soud České Budějovice 27.3.1954
- V-402, Kavan a spol., Krajský soud Hradec Králové 14.6.1954 (Vít Václav)
- V-2378 Ostrava, Holubníček Josef a spol. (Josef Holubníček, Pospíšil, Sigmund, Jiříčková), Krajský soud v Olomouci 1.10.1954
- V-353, Kodera Vojtěch, Krajský soud v Liberci 29.10.1954
- V-855, Nygrýn František a spol., Krajský soud v Českých Budějovicích 15.–16.12.1954 (Houška Vladimír)
- V-1192, Otčenášek Karel a spol., Krajský soud v Hradci Králové 29.12.1954

### 1955
- Mokrý Oldřich, Krajský soud Ústí nad Labem 12.6.1955
- Svatek Jan, Krajský soud Ústí nad Labem 10.11.1955

### 1956
- V-42378 (arch. č. V-63 MV Ostrava), Weichsel a spol. (Weichsel, Hipsch), Krajský soud v Ostravě 20.3.1956

### 1957
- V-90, Roh Antonín, Kondrys Ferdinand
- Tinka a spol, Krajský soud v Olomouci 1.–2.4.1957
- V-397, Frélich a spol., Krajský soud Ostrava 27.6.1957
- V-585, Brůžek Antonín
- V-619, Josef Mošnička, Josef Hejl
- V-622, Jan Unger, Josef Kníže
- V 623, Jaroslav Kadlec, Antonín Melka
- V-1430, František Kocáb

### 1958
- Kratochvíla a spol., Krajský soud v Brně 25.1.1958
- V-1614, Zach a spol., Krajský soud v Jihlavě 5.–7.3.1958
- Volman a spol, Krajský soud v Jihlavě 4.4.1958
- Brynich a spol., Krajský soud v Plzni 24.4.1958
- Voves a spol., Krajský soud v Jihlavě 7.–9.7.1958 (Karel Burda, Jan Chmelař, Kofroň Vlastimil Gabriel, Nosek Jiří, Pikl Václav, Vondráček Zdeněk, Vosmík Antonín, Voves Josef)
- Kára a spol. (Kára Václav), Krajský soud v Praze 21.10.1958

### 1959
- Kučera František, Krajský soud Brno 18.2.1959
- V-4269, Pecka Dominik, Krajský soud v Brně 19.3.1959
- Jan Smrčina, Lidový soud v Přibrami 26.8.1959

### 1960
- Knödl Josef, Krajský soud v Praze 28.1.1960

### 1962
- Pittermann Maxmilián Prokop, Okresní soud v Příbrami 1.6.1962

### 1963
- V-41242 MV, František Kubíček a spol. (František Kubíček, Jaroslav Moc, Jiří Tůma, Vojtěch Zlámal)
- soud s jezuity: Peter Dubovský, Dominik Kalata, Hnilica Josef, Kleštinec Vladimír, Městský soud Praha 9.–10.4.1963